# Stephanskapelle (Straßburg)

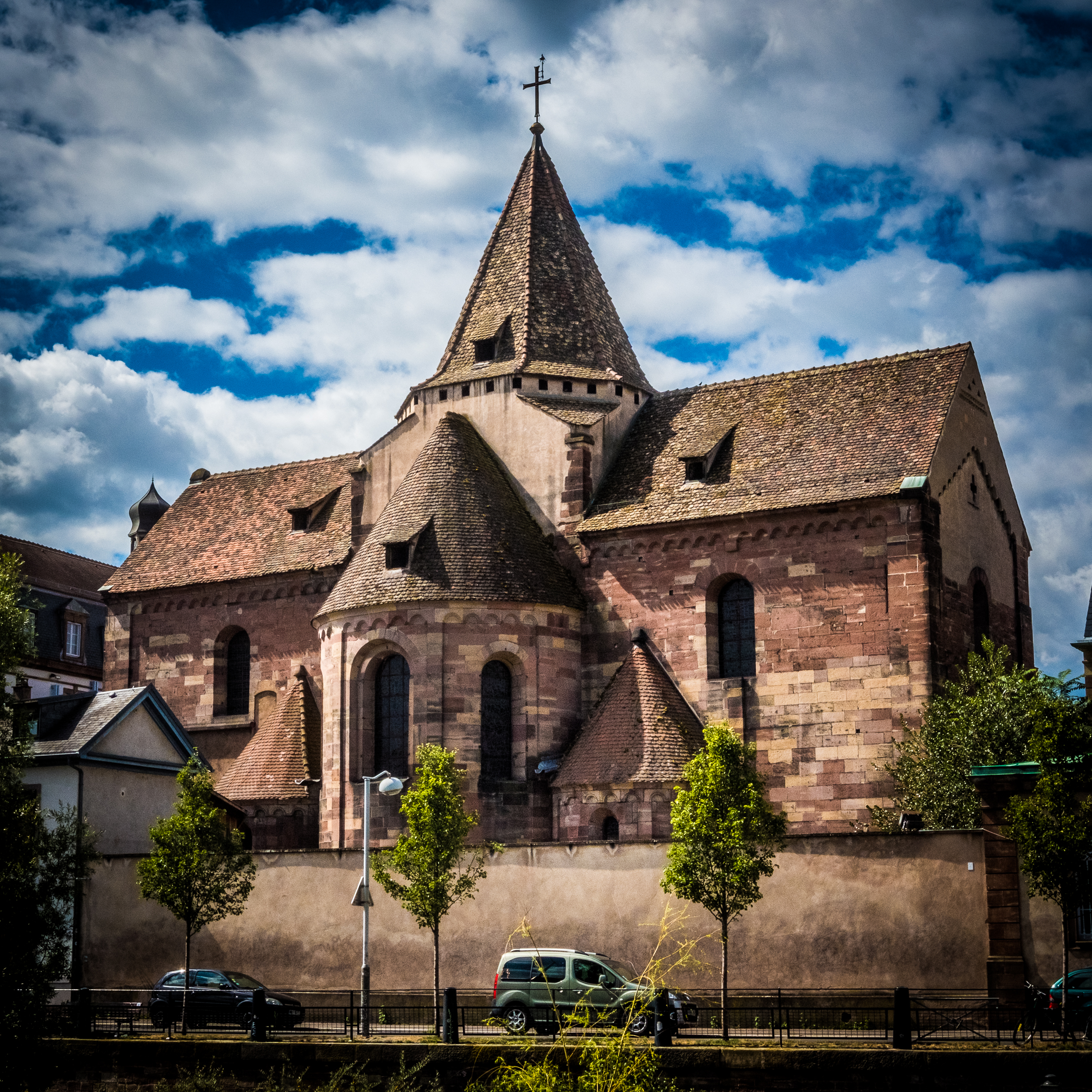
Romanische Apsis der Stephanskapelle

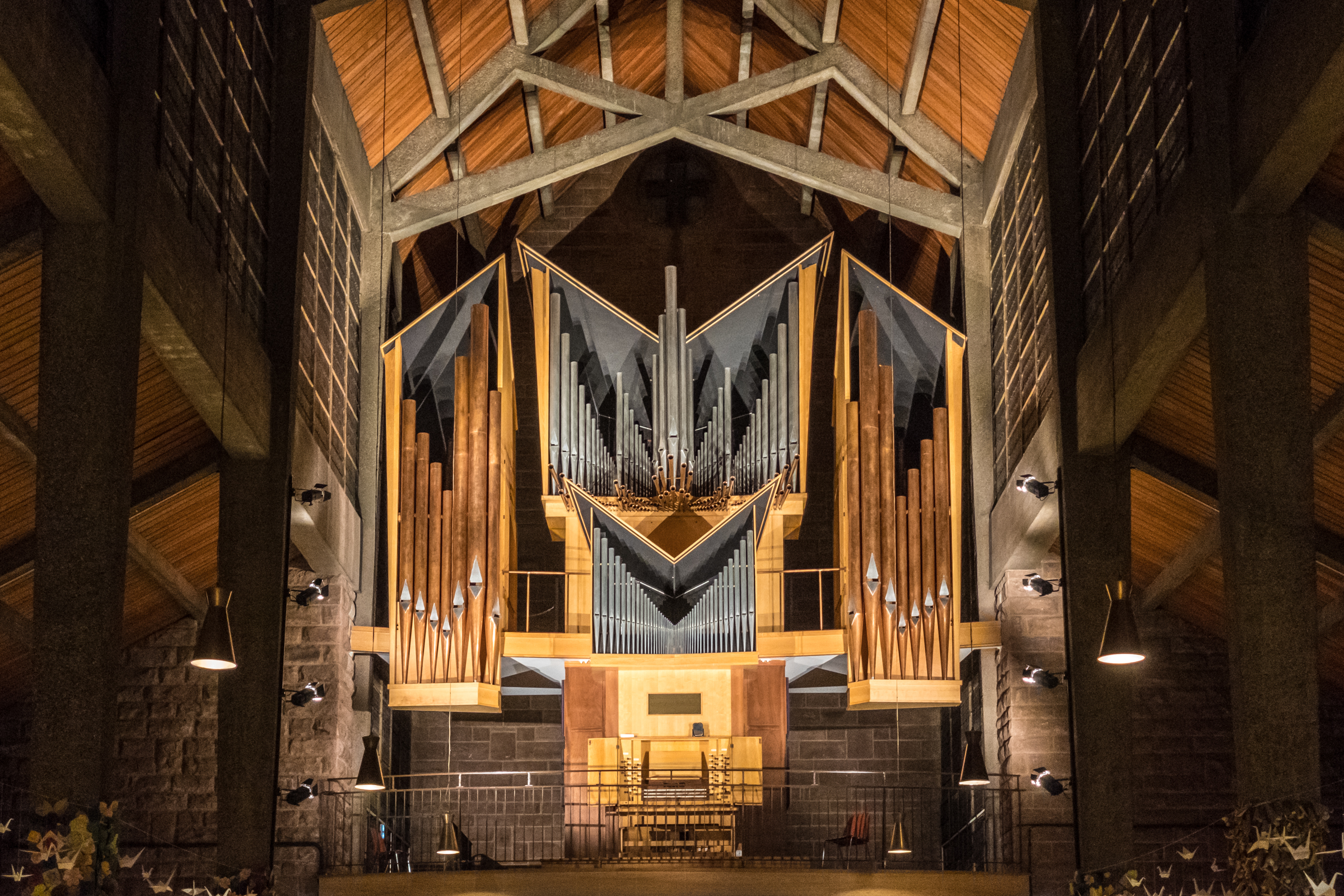
Schwenkedel-Orgel (1964) der Stephanskapelle

Die Stephanskapelle (Chapelle Saint-Étienne), oft auch als „Stephanskirche“ (Église Saint-Étienne) bezeichnet, ist ein Sakralbau in Straßburg. Die erhaltenen Teile des mehrfach zerstörten Gebäudes zählen zu den ältesten der Stadt.

## Geschichte
Die ehemalige Kirche steht im Hof des katholischen Stephansgymnasiums am Rand der Altstadt und dient ihm als Kapelle. Das heute sichtbare Gebäude entstand im 8. Jahrhundert über den Fundamenten eines anders ausgerichteten Apsidenbaus (siehe unten). Anfang des 13. Jahrhunderts wurde es im Stil der rheinischen Romanik errichtet und mit einem imposanten Westwerk versehen, das von einem ca. 60 Meter hohen Turm bekrönt wurde. 1714 wurde die Kirche mit einer Orgel von Andreas Silbermann ausgestattet, die sich heute in Bischheim befindet. Nach der Französischen Revolution wurde das Gebäude als Lagerhalle, dann als Festsaal verwendet. 1802 wurden Fassade und Langhaus abgetragen und 1805 durch neoklassizistische Architektur ersetzt. 1823 wurde die ehemals katholische Kirche zur Kapelle des protestantischen „Kleinen Seminars“. 1826 erhielt sie eine neue Orgel, auf die bis 1974 noch weitere folgten.
1944 wurde das Gebäude von anglo-amerikanischen Bomben getroffen, wobei das neue Langhaus völlig vernichtet wurde. Ausgrabungen unter der Ruine und den erhaltenen Bauteilen in den Jahren 1948 und vor allem 1956 förderten Reste des römischen Lagers Argentoratum zutage sowie Fundamente der Apsis eines Gebäudes aus dem späten 4. bzw. frühen 5. Jahrhundert. Es wäre – wenn es eine Kirche gewesen sein sollte – das älteste erhaltene Gemäuer eines christlichen Gotteshauses auf elsässischem Boden. Eher war es aber die Principia des Lagers, deren Bausubstanz später in eine Kirche umgewandelt wurde.
Von 1959 bis 1965 wurde das heutige, sehr schlichte Langhaus in einem an gotischen Gewölben inspirierten Stil errichtet. Authentisch aus dem 13. Jahrhundert erhalten sind das Querschiff mit niedriger Vierungskuppel sowie der Chor und die Apsis. Von den ursprünglich in der Kirche aufbewahrten Kunstwerken sind im Frauenhausmuseum Wandteppiche sowie im Stephansgymnasium selber Reliquienbüsten aufbewahrt. 
Ende 2016 wurde eine Orgel im Langhaus eingebaut. Das Instrument aus der Werkstatt von Curt Schwenkedel war ursprünglich 1963 als Lehr- und Konzertorgel für das Konservatorium im oberen Geschoss des Théâtre national de Strasbourg gebaut worden. Seit dem Umzug des Konservatoriums in ein eigenes Gebäude mit neuer Orgel im Jahr 1995 war die Schwenkedel-Orgel verwaist. Restauriert und in die Stephanskapelle eingebaut wurde das Instrument von der Orgelmanufaktur Quentin Blumenroeder aus Hagenau.